# Hiệp hội bóng đá Gambia
Hiệp hội bóng đá Gambia (tiếng Anh: Gambia Football Federation) là tổ chức quản lý, điều hành các hoạt động bóng đá ở Gambia. Hiệp hội quản lý đội tuyển bóng đá quốc gia Gambia, tổ chức các giải bóng đá như vô địch quốc gia và cúp quốc gia. Hiệp hội bóng đá Gambia gia nhập FIFA và CAF cùng năm 1966.